# Jean Boyer (organiste)
Pour les articles homonymes, voir Jean Boyer et Boyer.
Jean Boyer (né le 4 octobre 1948 à Sidi Bel Abbès en Algérie française et mort le 28 juin 2004 à Lille) est un organiste français.

## Biographie
Jean Boyer commence ses études musicales à Toulouse, où il se formera auprès de Xavier Darasse. Il obtient un premier prix d'orgue en 1969 et enregistre son premier disque en 1971, à l'orgue de Gimont.
En 1972, il devient titulaire de l'orgue de Saint-Nicolas-des-Champs à Paris, prenant la suite de Michel Chapuis. Il conservera ce poste jusqu'en 1995. En 1975, il rejoint également Michel Chapuis, André Isoir et Francis Chapelet à la tribune de Saint-Séverin.
Jean Boyer fut professeur au conservatoire de Bayonne, à Brest, puis à la Schola Cantorum de Paris, au Conservatoire de Lille (1982-1992), où il succéda à Jeanne Joulain, et enfin au Conservatoire national supérieur de musique et de danse de Lyon, où il succéda à Xavier Darasse. Il a également été regular visiting teacher au Conservatoire d’Amsterdam.
Il est inhumé au cimetière de l'Est à Lille.
Jean Boyer fut un grand « découvreur » d'instruments anciens. Sa discographie, peu abondante, illustre sa méfiance envers le support figé du disque : pour lui le concert était d'une valeur bien supérieure. Jean Boyer a notamment été l'un des quatre organistes assurant l'inauguration de l’orgue Dom Bedos de l'abbatiale Sainte-Croix de Bordeaux, chef-d’œuvre de Dom Bedos nouvellement restauré à sa tribune d'origine, les 23 et 25 mai 1997.

## Distinctions
- 1972 : Grand prix du disque de l'Académie Charles-Cros
- 1978 : Lauréat du concours d'Arnhem-Nimègue (Pays-Bas)
- Officier de l'ordre des Arts et des Lettres

## Discographie

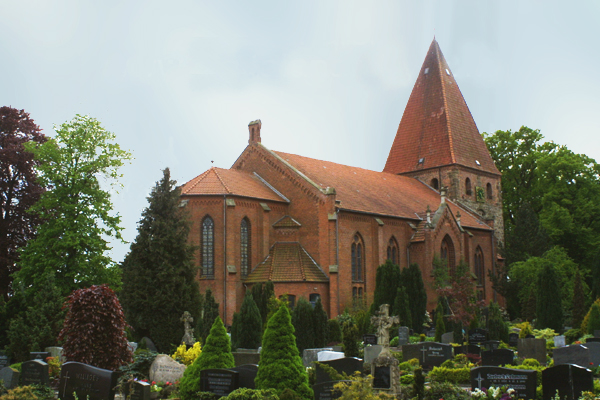
Église Sainte-Marie de Wechold.

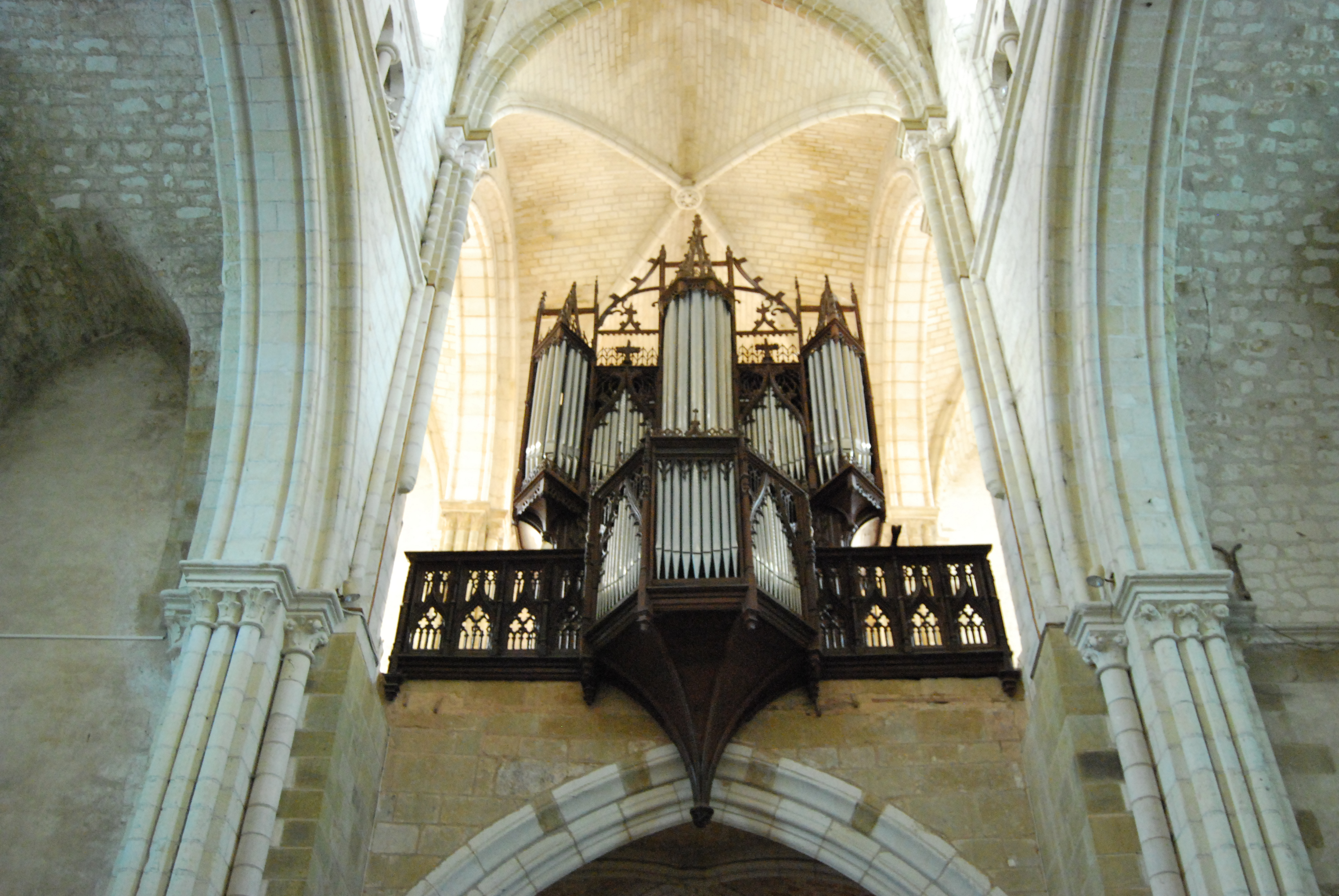
Buffet d'orgues de la collégiale Saint-Sylvain de Levroux.

Jean Boyer enregistre son premier disque en 1971 pour STIL.
- Pièces françaises, flamandes et espagnoles des 17e et 18e - à l'orgue Godefroy Schmit 1772, de Gimont (1971, LP Stil éditions) (BNF 38609314)
- Boëly, Pièces d’orgue - à l'orgue François-Henri Clicquot de Saint-Nicolas-des-Champs, Paris (1973, LP Stil éditions 1405S 73) (BNF 38609673)
- Haendel, Concerti grossi op. 3 - La Grande Écurie et la Chambre du Roy, dir. Jean-Claude Malgoire (1976, CBS)
- Bach, Les Chorals de Leipzig - orgue Jürgen Ahrend à Porrentruy (1977, 2 CD Stil éditions 0607 SAN 88 et 1007 SAN 88) (OCLC 658584468)
- Brahms, Intégrale de l’œuvre d'orgue - orgue Friedrich Becker de l'église Sainte-Marie de Wechold (1977, coffret LP Stil éditions 0605S76) (BNF 38030412)
- Grigny, Intégrale de l’œuvre d'orgue - à l'orgue Jean-Loup Boisseau (1978), de la Collégiale Saint-Sylvain de Levroux (1979, Stil éditions 2604 SAN 79) (BNF 38030426)
- Pièces d'orgue de Jehan Titelouze, Charles Racquet, Francisco Correa de Arauxo (juin 1988, « Salve Regina » Accord 205072)
- Clérambault, Intégrale de l'œuvre d'orgue - Les demoiselles de Saint-Cyr, dir. Emmanuel Mandrin (20-24 juin 1993, Virgin Veritas / Tempéraments TEM 316044) (OCLC 48028280), (BNF 44521238)
- Ohana, Messe - Guy Reibel (1981, « Les enregistrements Erato » 4CD Erato) (OCLC 872392166 et 493294746)